# Stimmkreis Kronach, Lichtenfels
Der Stimmkreis Kronach, Lichtenfels (Stimmkreis 407) ist ein Stimmkreis in Oberfranken. Er umfasst die Landkreise Kronach und Lichtenfels.

## Wahl 2023
Zur Landtagswahl 2023 traten folgende Parteien und Direktkandidaten im Stimmkreis Kronach, Lichtenfels an und erzielten folgende Ergebnisse:
| Nr. | Direktkandidat     | Partei       | Erststimmen in % | Gesamtstimmen in % |
| --- | ------------------ | ------------ | ---------------- | ------------------ |
| 1   | Jürgen Baumgärtner | CSU          | 41,5             | 42,8               |
| 2   | Susann Freiburg    | GRÜNE        | 8,4              | 7,5                |
| 3   | Michael Zwingmann  | Freie Wähler | 14,8             | 14,7               |
| 4   | Harald Meußgeier   | AfD          | 19,9             | 19,7               |
| 5   | Sabine Gross       | SPD          | 10,1             | 9,6                |
| 6   | Oliver Ramm        | FDP          | 1,6              | 1,5                |
| 7   | Detlef Knoblach    | LINKE        | 1,1              | 1,1                |
| 8   | Georg Zinner       | BP           | 1,3              | 1,0                |
| 9   | Erich Wohnig       | ÖDP          | 1,3              | 1,4                |
| 10  | -                  | dieBasis     | -                | 0,3                |
| 11  | -                  | Volt         | -                | 0,3                |

## Wahl 2018
Im Stimmkreis waren insgesamt 108.950 Einwohner wahlberechtigt. Die Landtagswahl am 14. Oktober 2018 hatte folgendes Ergebnis:
| Direktkandidat     | Partei               | Erststimmen in % | Gesamtstimmen in % | Veränderung der Gesamtstimmen im Vergleich zur Landtagswahl 2013 in % |
| ------------------ | -------------------- | ---------------- | ------------------ | --------------------------------------------------------------------- |
| Jürgen Baumgärtner | CSU                  | 43,1             | 44,0               | - 4,6                                                                 |
| Ralf Pohl          | SPD                  | 13,6             | 14,2               | − 10,3                                                                |
| Michael Zwingmann  | Freie Wähler         | 11,6             | 10,9               | + 2,7                                                                 |
| Edith Memmel       | GRÜNE                | 10,6             | 10,0               | + 5,9                                                                 |
| Harald Bischoff    | FDP                  | 4,0              | 3,5                | + 1,5                                                                 |
| Dieter Knoblach    | LINKE                | 2,4              | 2,5                | + 1,1                                                                 |
| Matthias Gerbig    | BP                   | 1,0              | 0,9                | + 0,3                                                                 |
| Thomas Müller      | ÖDP                  | 1,8              | 1,3                | - 0,1                                                                 |
| Peter Goßrau       | PIRATEN              | 0,7              | 0,7                | - 1,3                                                                 |
| Detlef Rauh        | AfD                  | 11,2             | 11,2               | + 11,2                                                                |
| -                  | mut                  | -                | 0,1                | + 0,1                                                                 |
| -                  | Die Partei           | -                | 0,4                | + 0,4                                                                 |
| -                  | Gesundheitsforschung | -                | 0,1                | + 0,1                                                                 |
| -                  | V-Partei³            | -                | 0,2                | + 0,2                                                                 |

Der Stimmkreis wird im Landkreis durch den direkt gewählten Stimmkreisabgeordneten Jürgen Baumgärtner (CSU) vertreten.

## Wahl 2013
Wahlberechtigt waren bei der Landtagswahl vom 15. September 2013 insgesamt 111.581 Einwohner. Die Wahlbeteiligung lag bei 62,7 %. Die Wahl hatte folgendes Ergebnis:
| Direktkandidat     | Partei       | Erststimmen in % | Gesamtstimmen in % | +/- Gesamtstimmen ggü. 2008 in %-P. |
| ------------------ | ------------ | ---------------- | ------------------ | ----------------------------------- |
| Jürgen Baumgärtner | CSU          | 48,3             | 48,7               | − 0,9                               |
| Ralf Pohl          | SPD          | 24,2             | 24,5               | + 0,4                               |
| Sebastian Herter   | Freie Wähler | 8,6              | 8,2                | - 1,4                               |
| Helmut Wesolek     | GRÜNE        | 4,0              | 4,1                | + 0,6                               |
| Björn Cukrowski    | FDP          | 2,0              | 2,0                | - 2,4                               |
| Jens-Uwe Frosch    | LINKE        | 1,5              | 1,5                | - 2,3                               |
| Thomas Müller      | ÖDP          | 2,0              | 1,4                | + 0,1                               |
| Bärbel Herr        | REP          | 0,5              | 0,5                | - 0,3                               |
| Johannes Hühnlein  | NPD          | 1,7              | 1,6                | − 0,9                               |
| Gunter Sedlmeyer   | BP           | 0,6              | 0,6                | + 0,3                               |
| Maria Gerstner     | Frauenliste  | 1,9              | 2,1                | + 2,1                               |
| Helmut Lärtz       | Die Franken  | 3,0              | 2,7                | + 2,7                               |
| Stefan Betz        | PIRATEN      | 2,0              | 2,0                | + 2,0                               |

## Wahl 2008
Bei der Landtagswahl 2008 waren im Stimmkreis 113.753 Einwohner wahlberechtigt. Die Wahlbeteiligung lag bei 57,3 %. Die Wahl hatte folgendes Ergebnis:
| Direktkandidat         | Partei       | Erststimmen in % | Gesamtstimmen in % | Veränderung der Gesamtstimmen im Vergleich zur Landtagswahl 2003 in % |
| ---------------------- | ------------ | ---------------- | ------------------ | --------------------------------------------------------------------- |
| Christian Meißner      | CSU          | 50,7             | 49,6               | - 14,6                                                                |
| Christa Steiger        | SPD          | 24,1             | 24,1               | + 0,3                                                                 |
| Thomas Meyer-Schliefer | GRÜNE        | 3,0              | 3,0                | + 0,5                                                                 |
| Michael Linke          | Freie Wähler | 9,4              | 9,6                | + 5,1                                                                 |
| Björn Cukrowski        | FDP          | 3,8              | 4,4                | + 3,3                                                                 |
| Günter Ruff            | REP          | 1,0              | 0,9                | - 1,0                                                                 |
| Thomas Müller          | ödp          | 1,5              | 1,3                | + 0,4                                                                 |
| Georg Schrenker        | BP           | 0,4              | 0,3                | 0,0                                                                   |
| -                      | BB           | -                | 0,0                | 0,0                                                                   |
| Mathias Krämer         | LINKE        | 3,8              | 3,7                | + 3,7                                                                 |
| Dominic Hanakam        | NPD          | 2,3              | 2,5                | + 2,5                                                                 |